# Гмирянка
Гми́рянка — село в Україні, у Прилуцькому районі Чернігівської області. Входить до складу Ічнянської міської громади. Населення становить 874 осіб.

## Географія
Село розташоване на півдні району, біля витоків річки Гмирянки, яка через 10 км впадає в річку Смош. Нижче за течією на відстані 6 км — село Городня. Через село проходить автомобільна дорога Т 2524.
Відстань від Чернігова — близько 150 км (автошляхами — 165 км), до Ічні — 4 км (автошляхами — близько 7 км). Найближча залізнична станція — Ічня на лінії Бахмач — Прилуки Полтавської дирекції залізничних перевезень за 4 км.
Площа села близько 5,7 км². Висота над рівнем моря — 152 м.

## Історія
Гмирянка заснована в першій половині XVIII сторіччя (офіційною датою заснування вважається 1700 рік).
На селі щонайменш з 1779 року Покровська церква
Є на мапі 1816 року.
У 1862 році у володарському та козачому селі Гмирянка була церква, Сільське правління, 3 заводи, та 515 дворів де жило 2873 особи (1387 чоловічої та 1586 жіночої статі)
984 жителі села брали участь у Другій світовій війні, 300 з них — загинули, 650 — нагороджені орденами і медалями СРСР. На честь воїнів-односельців, полеглих у боротьбі за свободу і незалежність сталінської Батьківщини, у 1968 році в селі споруджено обеліск Слави.
У повоєнний період в селі знаходилася центральна садиба колгоспу «Червоний партизан» за яким було закріплено 5107 гектарів сільськогосподарських угідь, у тому числі 4013 га орної землі. Господарство вирощувало зернові та технічні культури, займалося м'ясо-молочним тваринництвом.
На початку 1970-х населення села становило 1615 осіб. Нині в селі живе 874 мешканців.
До 2017 року центр Гмирянської сільської ради.

## Населення

### Мова
Розподіл населення за рідною мовою за даними перепису 2001 року:
| Мова       | Кількість | Відсоток |
| ---------- | --------- | -------- |
| українська | 958       | 98.16%   |
| російська  | 17        | 1.74%    |
| вірменська | 1         | 0.10%    |
| Усього     | 976       | 100%     |

## Інфраструктура
На території села працюють загальноосвітня школа I—III ступенів, дитячий садок, будинок культури, бібліотека, медпункт, відділення зв'язку, магазини. Діє сільськогосподарське приватне підприємство «Гмирянське».

## Відомі люди

### Народилися
- Микола Дуброва (Ященко) (1846–?) — лірник.
- Юрій Сорока (1974—2017) — старший солдат Збройних сил України, учасник російсько-української війни.